# Ansichten eines Clowns
Ansichten eines Clowns è un film del 1976 diretto da Vojtěch Jasný e basato sul romanzo Opinioni di un clown di Heinrich Böll.